# Petrocha notogaea
Petrocha notogaea är en ringmaskart som beskrevs av von Nordheim 1987. Petrocha notogaea ingår i släktet Petrocha och familjen Dorvilleidae. Inga underarter finns listade i Catalogue of Life.